# Johann Martin Rauscher

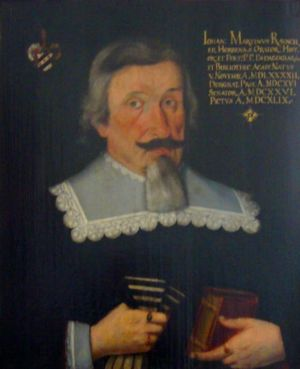
Bildnis des Johann Martin Rauscher, Sammlung Tübinger Professorengalerie

Johann Martin R. Rauscher (* 5. November 1592 in Horb; † 30. März 1655 in Tübingen) war ein deutscher Theologe und Professor der Eloquenz.

## Leben und Wirken
Johann Martin R. Rauscher erhielt seinen Magistertitel 1612 an der Universität Tübingen und promovierte 1613 bei Christoph Besold. Er wurde dort am 5. Januar 1616 zum Professor für Ethik, lateinische Grammatik, Rhetorik, Poetik und Geschichte ernannt. Seit 1629 war er Vorstand des paedagogium academicum, einer Vorschule, in welcher Studenten, ehe sie zu ihrem speziellen Fachstudium übergingen, allgemeinbildende Kenntnisse philologisch-philosophischer Natur vermittelt werden sollten. Die Universitätsbibliothek wurde ihm seit 1641 anvertraut – jedoch nicht zu ihrem Besten.
Seine Erfahrung als Professor der Eloquenz brachte es mit sich, dass er den Universitäts-Senat bei verschiedensten Anlässen als Redner vertrat. Die damalige Kriegszeit führte außerordentliche Lagen herbei, in welcher die Universität und die Stadt Tübingen von der Rednergabe Rauschers profitierten, als dieser beim Anrücken von feindlichen Truppen als Abgesandter beider ins feindliche Hauptquartier ging und nicht selten durch geschickte Unterhandlung Aufhebung oder doch Milderung der Quartierlasten oder der Requisitionen erwirkte, wie beispielsweise von Henri de Turenne, dem er im Januar 1647 nach Pfullingen entgegengesandt wurde.
Als Gelehrter hat er laut seines Biographen Wilhelm Heyd nicht viel geleistet. Er widmete 1631 dem schwedischen König Gustav II. Adolf kurz vor dessen Tod unter dem Namen Johannes Martinus Aretius seine Monographie über Leo VII., Leonis septentrionalis notitia, die aber nicht diesen, sondern seine Vorfahren und das Land Schweden beschrieb. In einem anderen Buch entwarf er 1633 den Stammbaum von Gustav II. Adolfs Gemahlin Stemma Mariae Eleonorae. Sein Plan, die schwäbischen Annalen des Martin Crusius fortzusetzen, blieb wie so vieles andere unausgeführt. Vielleicht sollte sein in Auszügen noch erhaltenes Tagebuch, das er von 1613 an bis kurz vor seinem Tod führte, hierzu eine Grundlage abgeben. Es ist zumindest für die Geschichte Württembergs zur Zeit des Dreißigjährigen Krieges von Belang.
Als Ersatz für unbezahlte Studienkosten durch die Stadt Horb sprach ihm Axel Oxenstierna das Gut Hornau zu. Seine Mutter war Christina von Gerbert zu Hornau, eine Tochter von Martin Gerbert dem Älteren, Urgroßvater von Martin Gerbert.